# Giulia Carcasi
Giulia Carcasi (* 1984 in Rom) ist eine italienische Schriftstellerin.

## Leben
Giulia Carcasi veröffentlichte mit 21 Jahren ihren ersten Bestseller und wird in Italien als junge Starautorin gefeiert. Sie lebt in Rom und arbeitet an ihrem nächsten Roman.

## Werke
- Ich bin aus Holz. Bertelsmann, München 2008, ISBN 978-3-570-01016-7.
- Meine Geschichte bis zu dir. Goldmann Verlag, München 2011, ISBN 978-3-442-47533-9.
- Wörterbuch der Liebe. Bertelsmann, München 2013, ISBN 978-3-570-10116-2.